# هنري ويلز
هنري ويلز (بالإنجليزية: Henry Wills)‏ هو صحفي بريطاني، ولد في 1930.